# Juan Bautista Muguiro

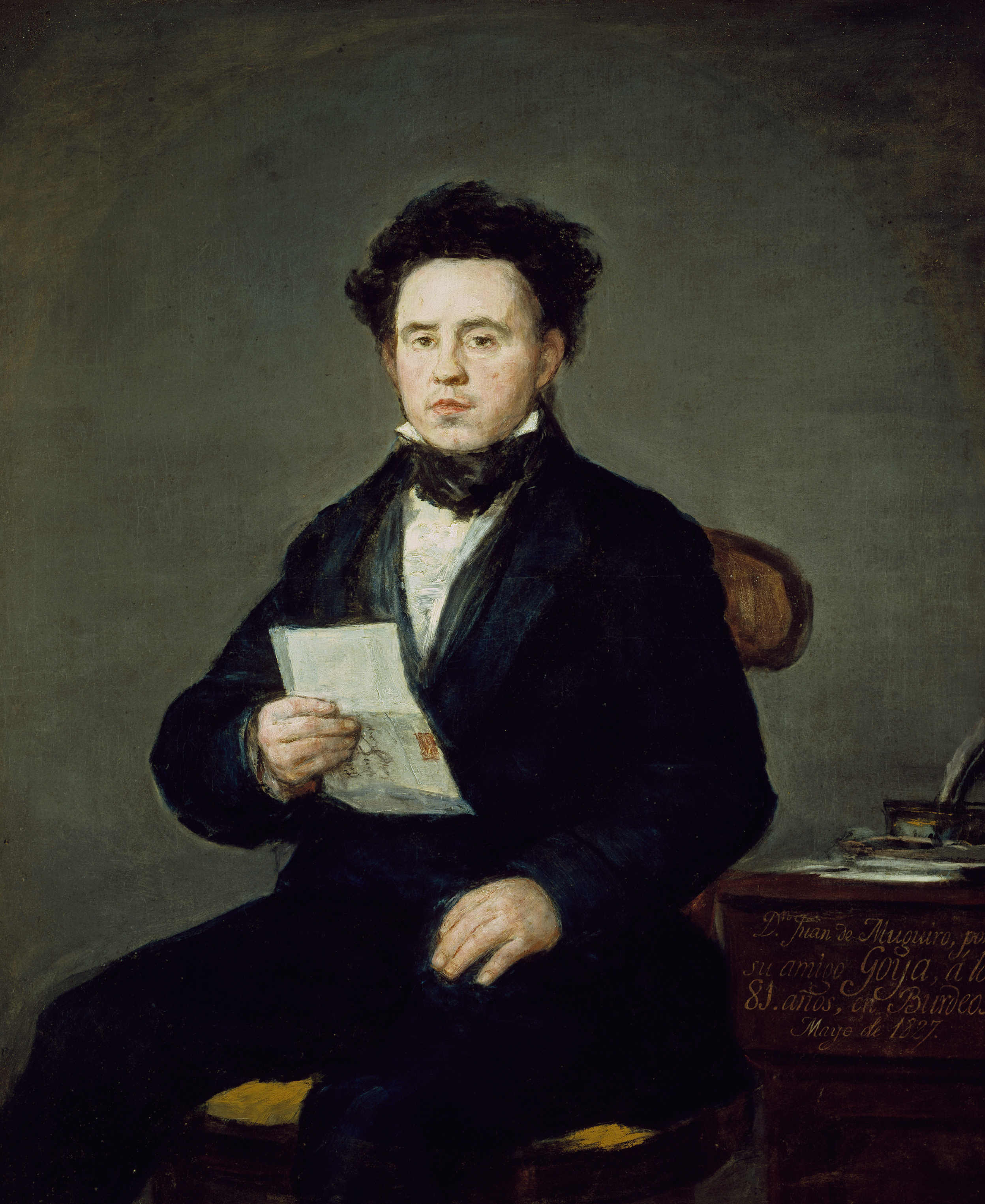
Juan Bautista Muguiro pędzla Francisca Goi, 1827

Juan Bautista Muguiro e Iribarren (ur. Aldaz, 13 września 1786 – zm. ?) − bankier, kupiec i polityk hiszpański pochodzący z regionu Nawarry.
Razem z bratem José Franciskiem zajmował się handlem i finansami prowadząc działalność odziedziczoną po wuju. Był kapitanem grenadierów i brał udział w obronie Placu Konstytucji w Madrycie w lipcu 1822 roku. Po przywróceniu w Hiszpanii monarchii absolutnej wyemigrował do Bordeaux, gdzie powstał ośrodek hiszpańskiej emigracji. We Francji poznał malarza Francisca Goyę, prawdopodobnie przedstawił ich sobie teść syna Goi, krewny Muguira. Goya wykonał portret Muguira w 1827 roku. Muguiro zakupił także jedno z ostatnich dzieł Goi pt. Mleczarka z Bordeaux.
Wrócił do Hiszpanii za panowania Izabeli II i brał aktywny udział w polityce. Był deputowanym Navarry w 1836 roku i przewodniczącym Kongresu Deputowanych w 1837 roku, a w 1845 roku został senatorem w Madrycie.